# Mission Handicap
La mission handicap est un département spécifique des Ressources Humaines d'une entreprise privée ou d'une administration publique française.
Elle est parfois intégrée à la Mission Diversité, chargée non seulement de l'emploi des Travailleurs handicapés mais aussi des seniors et des personnes vulnérables.
Le Responsable de mission Handicap doit mettre en œuvre et veiller à l'application de la loi relative à l'obligation d'emploi des travailleurs handicapés au sein de son entreprise ou de son administration.

## Cadre juridique
La loi du 10 juillet 1987 oblige tout employeur du secteur privé et tout établissement public de 20 salariés à employer l'équivalent de 6 % de travailleurs handicapés dans son effectif.
Dans le cas de non-respect de cette loi, l'entreprise se voit dans l'obligation de verser à l'AGEFIPH ou le FIPHFP(public) une « contribution obligatoire » pour discrimination à l'égard des travailleurs handicapés (TH). 
Le montant des contributions obligatoires reversées à l'AGEFIPH s'élève à l'équivalent de 400 à 600 fois le SMIC horaire des 6 % de son effectif salarié.
Les employeurs n'ayant pas rempli, durant trois années consécutives, leur obligation qu'au moyen du versement d'une contribution à l'Agefiph verront celle-ci majorée à 1500 fois le SMIC horaire. 
Face au renforcement de la loi en février 2005 ou loi Handicap, nombres d'entreprises privées et d'administrations publiques ont alors développé des missions Handicap, au sein de leur département Ressources Humaines, chargés de mettre en œuvre une politique handicap afin de remplir cette obligation sociale.

## Fonctionnement
La mission handicap est chargée de mettre en œuvre la politique handicap de son entreprise et s'acquitter de son obligation d'emploi. 
Elle peut le faire par le biais d'une convention collective passée avec l'AGEFIPH, le FIPHFP ou en passant un accord avec les partenaires sociaux.
La Mission Handicap/ ou le chargé de Mission Handicap peut choisir aussi de s'acquitter de son obligation sans convention ni accord.
Toutes les missions handicaps, quelle que soit leur situation, doivent remplir cette "Déclaration annuelle obligatoire d’emploi des travailleurs handicapés, des mutilés de guerre et assimilés" (DOETH).
Plusieurs moyens de s'acquitter de cette obligation sont alors envisagés par le Responsable de Mission Handicap:
- Recrutement/intégration et maintien dans l'emploi de travailleurs handicapés
- Accueil de stagiaires handicapés
- Recours au secteur adapté (EA,  ESAT, Travailleurs Indépendants Handicapés ou « TIH », CDTD)
- Signature d'un accord exonératoire
- Paiement de la contribution volontaire

## Ressources, références et indicateurs

### Indicateurs
Les missions handicaps doivent gérer au quotidien toutes les actions menées en faveur du handicap à savoir le recrutement, l'aménagement du poste ou du temps de travail, la prise en compte de la difficulté des conditions de travail, la lourdeur du handicap et de multiples autres facteurs.
L'une de leurs missions principales au terme de toutes leurs actions menées est de calculer le montant de leur contribution à l'AGEFIPH en février de chaque année afin de remplir leur DOETH.
Le suivi et la gestion des actions d'une Mission Handicap est le produit d'un calcul complexe. Le chargé de Mission Handicap nécessite de regrouper toutes les informations des différents départements (Achats, Ressources Humaines, etc) mais aussi des prestataires spécifiques tels que les entreprises du secteur adapté. Il doit ensuite calculer le montant de sa contribution à partir de données multiples tels que le montant des efforts. 
Le travail du chargé de Mission handicap nécessite souvent le recours à des logiciels de GRH ou SIRH spécifiques à la gestion de la politique handicap en entreprise tels que Opthimum, Politique Handicap, Ethik, POPEI Cockpit H afin de remplir correctement la DOETH.
Il doit par ailleurs favoriser l'intégration du travailleurs handicapés et gérer l'aménagement de postes, négocier un accord avec les partenaires sociaux et l'AGEFIPH afin de proposer des plans de formations spécifiques en accord avec la mission handicap en entreprise.